# Panique à Mickey Ville
Panique à Mickey Ville (Disney's Mickey Saves the Day: 3D Adventure) est un jeu vidéo d'aventure développé par Human Code et sorti en 2001 sur Microsoft Windows. Le jeu a été édité par Disney Interactive.